# Fonseca (ort)
Fonseca är en ort i Colombia.   Den ligger i departementet La Guajira, i den norra delen av landet, 700 km norr om huvudstaden Bogotá. Fonseca ligger 182 meter över havet och antalet invånare är 23 509.
Terrängen runt Fonseca är platt åt sydost, men åt nordväst är den kuperad. Runt Fonseca är det ganska glesbefolkat, med 50 invånare per kvadratkilometer. Fonseca är det största samhället i trakten. Omgivningarna runt Fonseca är huvudsakligen savann.